# Ching-Te
Ching-Te est un petit cratère d'impact lunaire situé dans une zone montagneuse à l'est de la mer de la Sérénité. Il s'agit d'une formation circulaire en forme de bol, sans caractéristiques particulières.
Au sud-sud-est se trouve le cratère Fabbroni (en), et au nord-est celui de Littrow. Au nord de Ching-Te se trouvent la rille Rimae Littrow ainsi que le cratère Clerke (en). Entre Ching-Te et Mons Argaeus, au sud-ouest, se trouve le minuscule cratère Stella (en), avec un système de structures rayonnées.
Dans la vallée du Taurus-Littrow, à environ 20 km à l'est, se trouve le site d'atterrissage d'Apollo 17.
Le nom du cratère, un prénom masculin chinois, a été proposé par le planétologue égypto-américain Farouk El-Baz et approuvé par l'Union astronomique internationale en 1976.